# Veleposlanstvo Hrvatske u Londonu
Veleposlanstvo Hrvatske u Londonu predstavlja diplomatsko predstavništvo Republike Hrvatske u Ujedinjenom Kraljevstvu. Obje zemlje su uspostavile diplomatske odnose 24. lipnja 1992. Zgrada veleposlanstva nalazi se u londonskoj središnjoj četvrti Fitzrovia te je smještena uz veleposlanstva Liberije i Mozambika.
Trenutačni veleposlanik Republike Hrvatske u Ujedinjenom Kraljevstvu je Igor Pokaz koji je istu dužnost obnašao u Ruskoj Federaciji. Kao novi veleposlanik u UK, sredinom studenog 2017. predao je vjerodajnice britanskoj kraljici Elizabeti II. uz prigodnu kraću izjavu.
Uz veleposlanstvo u Londonu, Hrvatska ima i konzularni ured u škotskom Edinburghu. Navedeno veleposlanstvo osim UK, pokriva i afričke države kao što su Gana, Gambija, Liberija, Nigerija i Sierra Leone.

## Galerija slika
- Ploča s dvojezničnim natpisom na ulazu u hrvatsko veleposlanstvo.
- Ploča s državnim grbom na ulazu u hrvatsko veleposlanstvo.

## Vanjske poveznice
- Službena web stranica veleposlanstva  Arhivirana inačica izvorne stranice od 1. prosinca 2017. (Wayback Machine)